# Лов, Ванесса
Ванесса Лов (нем. Vanessa Low, род. 17 июля 1990 года, Шверин, Мекленбург — Передняя Померания, Германия) — немецкая легкоатлетка, выступающая в прыжках в длину и беге на короткие дистанции в классе T42. Паралимпийская чемпионка 2016 года в прыжках в длину с мировым рекордом 4,93 м. Чемпионка мира 2015 и двукратная чемпионка Европы (2014, 2016) в прыжках в длину.

## Биография и карьера
Ванесса Лов родилась 17 июля 1990 года в Шверине. У неё есть две сестры — старшая Синтия и младшая Оливия. Училась в начальной школе Ратцебург, затем в средней школе. 18 июня 2006 года на платформе в Ратцебурге она попала под поезд. Чтобы спасти жизнь, врачи ампутировали ей обе ноги до уровня колена. Ванесса 2 месяца находилась в коме, а в общей сложности пробыла в больнице 5 месяцев.
Начала профессионально заниматься лёгкой атлетикой в 2008 году, после того как бросила учёбу в последнем классе школы. В составе Паралимпийской сборной команды Германии участвовала в двух летних Паралимпийских играх (2012, 2016).

## Основные результаты
| Год  | Соревнование                    | Место проведения           | Место | Дисциплина (T42) | Результат |
| ---- | ------------------------------- | -------------------------- | ----- | ---------------- | --------- |
| 2009 | Всемирные игры МСФКИА           | Бангалор, Индия            | 1     | прыжки в длину   | 3,92 м WR |
| 2009 | Всемирные игры МСФКИА           | Бангалор, Индия            | 2     | 100 м            | 17,80     |
| 2010 | Всемирные юниорские игры МСФКИА | Оломоуц, Чехия             | 1     | прыжки в длину   | 4,12 м WR |
| 2010 | Всемирные юниорские игры МСФКИА | Оломоуц, Чехия             | 1     | 200 м            | 39,10     |
| 2010 | Всемирные юниорские игры МСФКИА | Оломоуц, Чехия             | 3     | 100 м            | 19,02     |
| 2011 | Чемпионат мира (МПК)            | Крайстчерч, Новая Зеландия | 3     | 100 м            | 17,43     |
| 2011 | Чемпионат мира (МПК)            | Крайстчерч, Новая Зеландия | 4     | прыжки в длину   | 3,46 м    |
| 2011 | Всемирные юниорские игры МСФКИА | Дубай, ОАЭ                 | 1     | прыжки в длину   | 3,98 м    |
| 2011 | Всемирные юниорские игры МСФКИА | Дубай, ОАЭ                 | 3     | 200 м            | 37,04 NR  |
| 2011 | Всемирные юниорские игры МСФКИА | Дубай, ОАЭ                 | 2     | 100 м            | 18,10     |
| 2012 | Летние Паралимпийские игры      | Лондон, Великобритания     | 4     | 100 м            | 16,78     |
| 2012 | Летние Паралимпийские игры      | Лондон, Великобритания     | 6     | прыжки в длину   | 3,93 м    |
| 2013 | Чемпионат мира (МПК)            | Лион, Франция              | 3     | 100 м            | 17,18     |
| 2013 | Чемпионат мира (МПК)            | Лион, Франция              | 3     | прыжки в длину   | 3,85 м    |
| 2014 | Чемпионат Европы (МПК)          | Суонси, Уэльс              | 1     | прыжки в длину   | 4,24 м    |
| 2014 | Чемпионат Европы (МПК)          | Суонси, Уэльс              | 2     | 100 м            | 16,50     |
| 2015 | Чемпионат мира (МПК)            | Доха, Катар                | 1     | прыжки в длину   | 4,79 м WR |
| 2015 | Чемпионат мира (МПК)            | Доха, Катар                | 2     | 100 м            | 15,41 NR  |
| 2016 | Чемпионат Европы (МПК)          | Гроссето, Италия           | 1     | прыжки в длину   | 4,71 м    |
| 2016 | Чемпионат Европы (МПК)          | Гроссето, Италия           | 2     | 100 м            | 16,29     |
| 2016 | Летние Паралимпийские игры      | Рио-де-Жанейро, Бразилия   | 1     | прыжки в длину   | 4,93 м WR |
| 2016 | Летние Паралимпийские игры      | Рио-де-Жанейро, Бразилия   | 2     | 100 м            | 15,17 NR  |